# Sierola antipoda
Sierola antipoda – gatunek błonkówki z rodziny płaszczykowatych i podrodziny Bethylinae.
Gatunek ten został opisany w 1900 roku przez Williama Harrisa Ashmeada, który jako miejsce typowe wskazał Sydney.
Błonkówki te mają wszystkie szczecinki na głowie krótkie. Szerokość głowy wynosi poniżej 90% jej długości i jest 3 razy większa od odległości między przyoczkami bocznymi. Długość głowy wynosi czterokrotność rozstawu przyoczek bocznych. Odległość od oka złożonego do bocznego przyoczka jest 1,8 raza większa od największej szerokości tego przyoczka. Czoło jest mniej więcej tak szerokie jak wysokość oka złożonego. Przednie skrzydła odznaczają się sektorem radialnym dochodzącym do komórki dyskowej w odsiebnej jej części.
Owad endemiczny dla krainy australijskiej. Znany z kontynentalnej Australii i regionu Waikato na nowozelandzkiej Wyspie Północnej.